# Inca clathrata
Inca clathrata är en skalbaggsart som beskrevs av Olivier 1792. Inca clathrata ingår i släktet Inca och familjen Cetoniidae.

## Underarter
Arten delas in i följande underarter:
- I. c. sommersi
- I. c. quesneli

## Bildgalleri

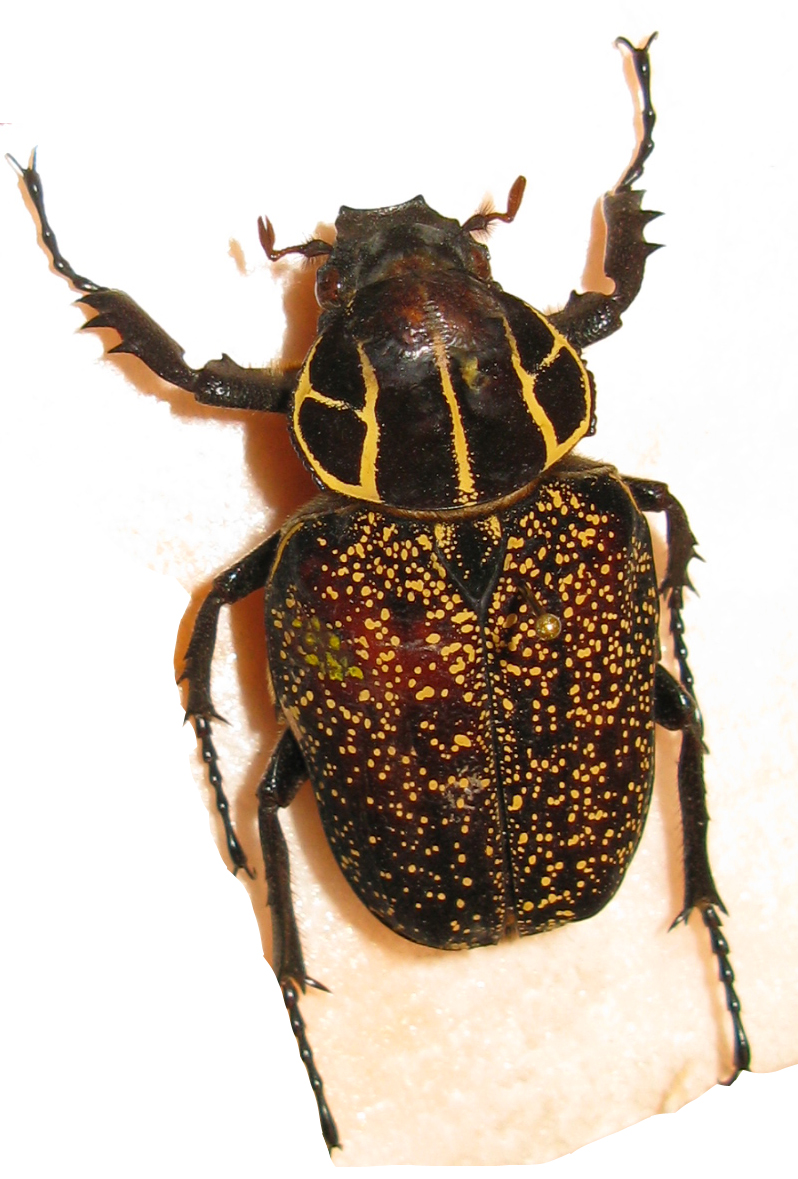
Hona
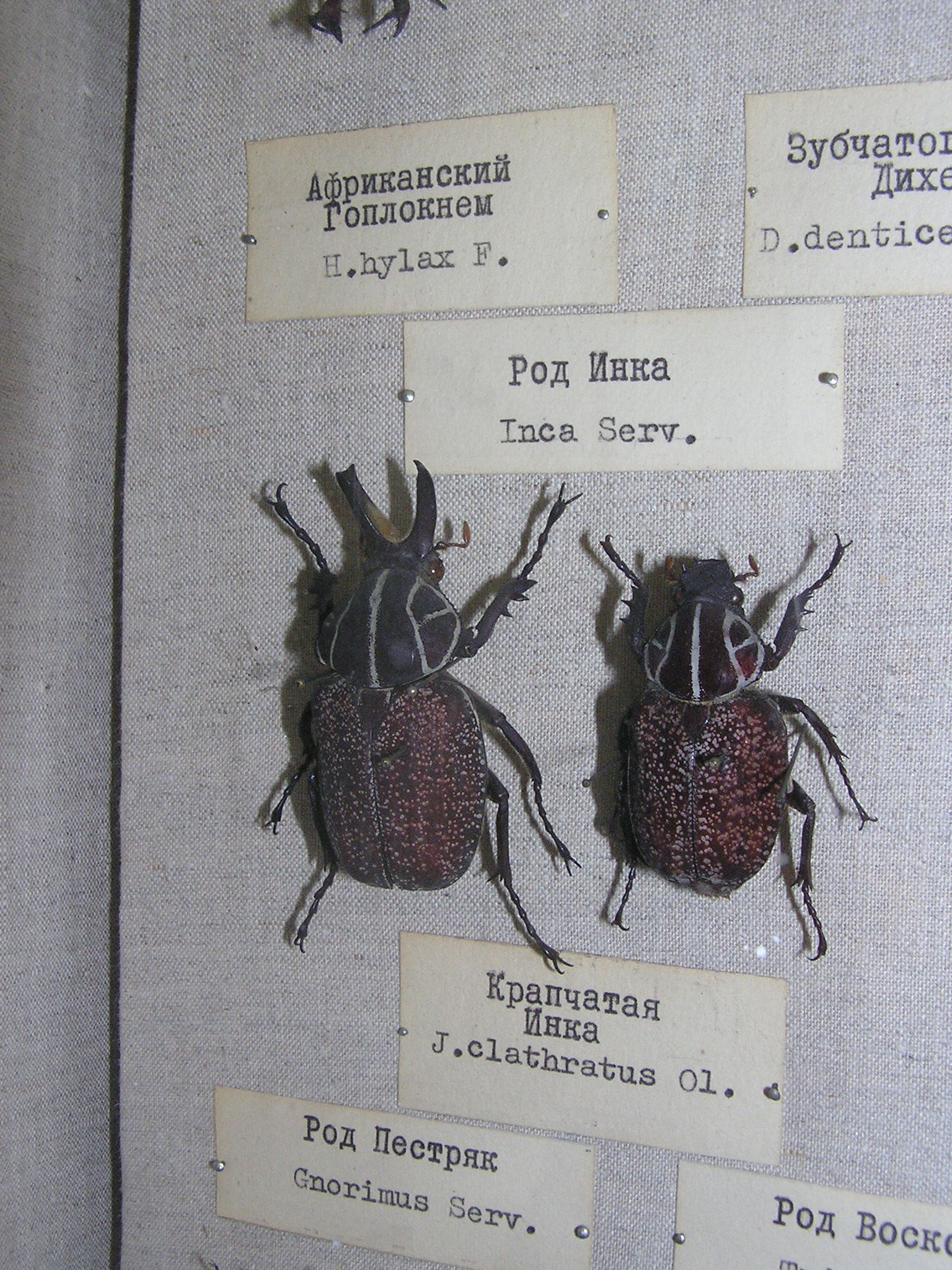